# Asdrúbal Gwyer de Azevedo
Asdrúbal Gwyer de Azevedo (Santa Maria Madalena, 22 de dezembro de 1899 — Niterói, 7 de janeiro de 1970) foi um militar e político brasileiro. Exerceu o mandato de deputado federal constituinte pelo Rio de Janeiro em 1934.

## Biografia
Filho de Manuel Fernandes de Azevedo, farmacêutico, e de Aurora Gwyer de Azevedo. Estudou até 1917 em regime de internato, no Colégio Pedro II, no Rio de Janeiro, então Distrito Federal.

### Nas revoluções contra a Republica Velha
Iniciou sua carreira militar em 1918. Sentou praça em março do ano seguinte, ingressando na Escola Militar do Realengo, também no Rio de Janeiro, de onde saiu aspirante-a-oficial da arma de infantaria em janeiro de 1922.
Participou dos movimentos da Revolução de 1922, marcada pelo levante dos 18 do Forte. E, dois anos, comandando o Quarto Batalhão de Caçadores, integrou a Revolução de 1924, em São Paulo, e teve importante atuação na prisão do general Abílio de Noronha, comandante da 2ª Região Militar de São Paulo.
Fracassada a Revolução, em 1924, exilou-se em Lisboa até que, em 1929, voltou ao Brasil e foi preso e condenado a dois anos de prisão porém fugiu no ano seguinte quando surgiu o movimento revolucionário dirigido pela Aliança Liberal, integrando-se a revolução.

### A Revolução de 1930 e a Coluna Gwyer
Na Revolução de 1930, Gwyer de Azevedo, comandou a chamada "Coluna Gwyer", grupo de militares que seguiram em marcha de Minas Gerais até Campos dos Goytacazes e Niterói, cidade esta que era a então a capital estadual do Rio de Janeiro; no seu caminho dominaram cidades como Miracema, Santo Antônio de Pádua, Cambuci e São Fidélis.
A Coluna Gwyer, de inicio, foi uma das que contaram com menor contingente de soldados e carregamentos bélicos e alimentícios durante seu percurso. Os soldados ficavam restritos às armas que conseguiam nos quartéis das cidades que ocupavam e à espera das munições que vinham do comando em Recreio, Minas Gerais.
Os homens que se incorporaram à coluna vinham de Campos dos Goytacazes, no estado do Rio de Janeiro, ou eram remanescentes de outras colunas que dividiram apoio, além dos cooptados dentro
da polícia de oposição quando prisioneiros nas cidades tomadas.
Esses fatores ocasionaram constantes desestruturações da capacidade da coluna de manter as cidades ocupadas pelo poder revolucionário, a exemplo de Itaocara, que foi retomada pelas forças legalistas ao menos duas vezes. Foram travados vários combates com as forças legalistas, mas uma vez vitoriosos, parte da Coluna Gwyer se dirigiu para a Região Serrana do estado do Rio de Janeiro, buscando alcançar Nova Friburgo; temendo que a Coluna prosseguisse em direção ao centro do Estado, o governo federal montou na cidade de Cantagalo um quartel regional estratégico sediado na fazenda do Palacete do Gavião, para impedir o seu avanço enviando um significativo contingente de militares legalistas da Companhia de Artilharia Pesada e o Pelotão de Cavalaria. Além disto, pelos legalistas, guarnecendo o território fluminense estava a coluna de Galdino do Valle Filho.
Vitoriosa a Revolução de 1930, Gwyer de Azevedo foi anistiado e no mês seguinte recebeu a promoção a primeiro-tenente, retroativa a
setembro de 1924. No mesmo ano ainda seria nomeado prefeito de Campos dos Goytacazes, onde imediatamente
os possíveis focos de resistência começaram a ser combatidos, sobretudo os jornais que se colocaram contra o movimento; como símbolo da revolução, foi instalado provisoriamente numa praça, no centro da cidade, um canhão utilizado pelas tropas, que aí permanece até os dias atuais.
Já no governo do comandante Ary Parreiras no Estado do Rio de Janeiro, Gwyer de Azevedo tornou-se seu secretário de Viação e
Obras Públicas.
Durante a Revolução de 1932, ficou do lado dos legalista, combatendo os revoltosos paulistas organizando um batalhão que operou na serra da Mantiqueira e na região da cidade de Campinas.
Gwyer passou por diversos cargos e, em 1933, elegeu-se deputado à Assembleia Nacional Constituinte pelo partido da União Progressista Fluminense.
Mas no ano seguinte abandona o cargo político e retorna ao Exército por discordar dos rumos tomados pelo governo do presidente Getúlio Vargas.
Mais tarde ainda seria vereador em Campos, cargo que ocupou até 10 de novembro de 1937, quando através de um golpe de estado, Vargas instituiu o Estado Novo.
Após isso, seguiu a carreira militar passando por subcomandante em Cuiabá, major na mesma cidade, subcomandante em Corumbá (MS), tenente-coronel em Ouro Preto (MG) até que, em 1946, passou para a reserva como coronel.
Foi casado com Sylvia Coutinho Civeyr Azevedo, com quem teve três filhos: Pádua, Fernando Jorge e Ismael.
Foi sepultado no Cemitério do Maruí, em Niterói.
Publicou Os militares e a política (1926).